# Тета Близнецов
Тета Близнецов (лат. θ Geminorum), 34 Близнецов (лат. 34 Geminorum) — одиночная звезда в созвездии Близнецов на расстоянии приблизительно 189 световых лет (около 58 парсеков) от Солнца. Видимая звёздная величина звезды — +3,59m. Возраст звезды оценивается как около 252 млн лет.

## Характеристики
Тета Близнецов — белый субгигант спектрального класса A2IV. Масса — около 1,8 солнечной, радиус — около 5,1 солнечных, светимость — около 93 солнечных. Эффективная температура — около 8502 К.